# Mộc Hóa (tỉnh)
Mộc Hóa là một tỉnh cũ của Việt Nam Cộng hòa.

## Lịch sử
Ngày 17 tháng 2 năm 1956, Tổng thống Việt Nam Cộng hòa ban hành Sắc lệnh số 21-NV về việc thành lập tỉnh Mộc Hóa trên cơ sở 2 quận: Mộc Hóa, Thủ Thừa thuộc tỉnh Tân An; phía đông bắc kênh Vĩnh Hạ – Mỹ Tho, kênh số 4 nối dài của tỉnh Sa Đéc và phía bắc một đường ranh giới được quy định như sau: kênh số 4 nối dài – Tổng Đốc Lộc – kênh Thương Mãi của tỉnh Mỹ Tho. Tỉnh lỵ đặt tại Mộc Hóa.
Về phương diện quân sự, tỉnh này là một tiểu khu thuộc phân khu Đồng Tháp Mười.
Ngày 22 tháng 10 năm 1956, Tổng thống Việt Nam Cộng hòa Ngô Đình Diệm ban hành Sắc lệnh số 143-NV về việc thành lập tỉnh Kiến Tường trên cơ sở đổi tên tỉnh Mộc Hóa.
Ngày 24 tháng 2 năm 1976, Chính phủ Cách mạng lâm thời Cộng hòa miền Nam Việt Nam ban hành Nghị định số 3/NQ/1976 về việc hợp nhất tỉnh Kiến Tường và tỉnh Long An thành một tỉnh mới, lấy tên là tỉnh Long An.